# 浮世絵 女ねずみ小僧
『浮世絵 女ねずみ小僧』（うきよえ おんなねずみこぞう）は、1971年（昭和46年）・1972年（昭和47年）・1974年（昭和49年）にフジテレビ系列で毎週土曜夜10時30分からの1時間枠に放映された小川真由美主演のテレビ時代劇シリーズ。計49話。
また1977年（昭和52年）には同じフジテレビ系列で小川真由美以外の出演者と設定を一新した実質的シリーズ第4弾『ご存知 女ねずみ小僧』全31話が放映された。

## 概要
時は元禄時代。昼は常盤津の師匠で、夜は義賊・女ねずみ小僧として活躍するお京（小川真由美）が、男ねずみ・留吉（田中邦衛）とコンビを組み、手下の「小ねずみ」軍団を率いて悪に立ち向かう。このほか、ねずみ小僧を追う同心・青木兵庫（第1シリーズは近藤洋介、第2シリーズから橋本功）、岡っ引・新八（高津住男）らがレギュラー出演した。
本シリーズは、テレビ局が制作費を調達して下請けの制作会社に支給（スポンサーからの広告料だけでは足りない場合はテレビ局が負担）する従来式の「自主制作作品」とは異なり、放送枠を買いとった広告代理店が制作費を調達して制作会社に支給する「持ち込み制作作品」で、制作はC.A.Lに一任されていた。
企画は日本テレビの時代劇『剣』（1967〜1968年）などを手掛けた電通の宮本進。宮本は当時上演されていた舞台劇『ご存知鼠小僧・三の替り極付発狂版』で「鼠の五番」を演じた小川の「早速自分より発します。おひかえなすっておくんなさい」という口上の響きが気に入り、小川の女ねずみ小僧に『剣』の第34話「瓦版ねずみ小僧」で田中邦衛が演じた男ねずみ小僧を組ませることを着想した。電通の企画説明会では、泥棒とヤクザはクライアントのイメージを悪くするので企画のタブーだと幹部から吊るし上げを食らったが、宮本は「泥棒といっても勧善懲悪にします」と大見得を切り、次回作に内定していた『木枯し紋次郎』を引き合いに出して、なぜ渡世人の紋次郎は良くて義賊のねずみ小僧はいけないのかと反論。激論の末に宮本が幹部の目の前で企画書を破り棄てて退室すると、「あいつが、あそこまで言うんなら」と幹部の意見は一変、結局企画にゴーサインが出ることになった。
最終シリーズとなる第3シリーズは、それまでのC.A.Lに代わり三船プロダクションが制作を担当。C.A.Lおよび宮本は、企画・制作協力として携わった。

## 放送期間
- 第1シリーズ：1971年10月2日 - 12月25日（全13話）
- 第2シリーズ：1972年6月3日 - 11月11日（全23話）
- 第3シリーズ：1974年1月5日 - 3月30日（全13話）

## キャスト
- お京（女ねずみ/常盤津の師匠）… 小川真由美
- 留吉（男ねずみ/大工職人）… 田中邦衛
- 青木兵吾（北町の同心）… 近藤洋介（第1シリーズ）、橋本功（第2、第3シリーズ）
- 新八（岡っ引）… 高津住男
- 相良達之進（北町の同心）… 浜田寅彦（第1シリーズ）、近藤洋介（第2シリーズ：第5、7話）
- 加兵ヱ（飯屋「たつみや」主人）… 浅若芳太郎（第1、第2シリーズ）
- お菊（飯屋「たつみや」女中）… 津川透子（第1、第2シリーズ）
- お京配下の「小ねずみ」 （準レギュラー出演）
  - おひさ … 千草かのこ（第1シリーズ：第3、4、6、10、11話）、沢宏美（第1シリーズ：第1、2、7、9話）
  - ねの一番 … 赤沢亜沙子（第1シリーズ：第4、6、10、11、12話）
  - ねの二番 … 吉田未来（第1シリーズ：第4、6、10、11話）
  - ねの三番 … 三浦真弓（第1シリーズ：第10、11話）
  - 小ねずみ … 新井純（第1シリーズ：第2、10、11話）
  - 小ねずみ … 桜井浩子（第1シリーズ：第2、13話）
  - 小ねずみ … 河村祐三子（第1シリーズ：第10、11話）
  - おひさ … 小堀ふみ江（第2シリーズ）
  - お美津 … 真鍋明子（第2シリーズ）
  - お兼 … 小柳冴子（第2シリーズ）

## 主題歌
『急げ風のように』
- 作詞：中村しのぶ
- 作曲：橋場清
- 編曲：葵まさひこ
- 歌唱：平田隆夫とセルスターズ
第2、第3シリーズで使用。1977年の実質的第4弾『ご存知 女ねずみ小僧』では、この曲の歌詞を全面的に書き換えた改作版『真夜中の子守唄』をヒデとロザンナが歌った。

## 放映作一覧（サブタイトルリスト）

### 第1シリーズ（1971年）
| 話 | サブタイトル        | 放送日   | 脚本            | 監督       | ゲスト出演 |
| -- | ------------------- | -------- | --------------- | ---------- | --- |
| 1  | 女ねずみ参上!       | 10月2日  | 津田幸夫        | 中川信夫   | 小山源喜・菅井一郎・河村憲一郎・穂高稔・蜷川幸雄・土方弘・堀井永子・藤山竜一・榎木兵衛・森良介・水沢摩耶                                                                                           |
| 2  | 霧の夜の襲撃        | 10月9日  | 大津皓          | 石川義寛   | 岸田森・草野大悟・桜井浩子・新井純・沢宏美・下川辰平・石川博・遠藤剛・田畑孝・中吉卓郎・山崎直衛・園田裕久・山田貴光・幡川泰一・野村隆・加原武門・寺島康宏・田沼宏文・原恵子                       |
| 3  | 暗闇に消えた女      | 10月16日 | 窪田篤人        | 吉村公三郎 | 永田靖・武原英子・石山律・北川美佳・武藤英司・浜田寅彦・相原巨典・荒井岩衛・神山勝・秋好光果・安田洋子・千草かのこ・水沢摩耶                                                                       |
| 4  | 落日の決闘          | 10月23日 | 大津皓          | 工藤栄一   | 横内正・深江章喜・光川環世・赤沢亜沙子・千草かのこ・吉田未来・神田隆・横森久・藤岡重慶・神山寛・河野宏・山之辺潤一・里木佐甫良・曽根秀長・小泉郁之助                                               |
| 5  | 大江戸のこうもり    | 10月30日 | 津田幸夫        | 石川義寛   | 高橋長英・伊藤るり子・小池朝雄・増田順司・中村是好・中曽根公子・加茂良子・浅若芳太郎・津川透子・安田洋子・水沢摩耶・玉村駿太郎・小柴隆・雪丘恵介・中庸介・渡辺貞男・笹川美智子・山岡正義・島田太郎 |
| 6  | 仇討ち 恋の五万両   | 11月6日  | 早坂暁          | 岡本愛彦   | 大出俊・松本克平・川辺久造・花之本寿・赤沢亜沙子・千草かのこ・吉田未来・飯沼慧・金井大・花上晃・有馬昌彦・荘司肇・小美野欣二・鶴田忍・北城真記子・藤城裕二・小田まり・田根楽子・結城千晶・芝田好子 |
| 7  | 謎の尼寺 伝明院     | 11月13日 | 西沢裕子        | 石川義寛   | 北川めぐみ・大塚道子・佐々木孝丸・徳大寺伸・鈴木良俊・京春上・沢宏美・川島育恵・花里ゆかり・西本裕行・武内亨・高松政雄・江角英明・衣笠真寿男・遠藤健一・伊藤弘一                                   |
| 8  | 三人の刺客          | 11月20日 | 津田幸夫        | 吉村公三郎 | 安部徹・佐藤博・榊原史子・加賀邦男・三田登喜子・城所英夫・南祐輔・宮川洋一・榎木兵衛・柳亭ら久楽・浜田寅彦・浅若芳太郎・津川透子                                                                   |
| 9  | 献上翡翠の秘密      | 11月27日 | 浅井昭三郎      | 石川義寛   | 丹羽又三郎・横山リエ・香川良介・見明凡太郎・浜田寅彦・浅若芳太郎・津川透子・沢宏美・森山周一郎・花上晃・宍倉ルミ・丘寵児・糸賀靖雄・山谷初男・松島慎一・左奈田恒夫                                 |
| 10 | 子ノ刻参上          | 12月4日  | 国弘威雄        | 馬越安彦   | 南原宏治・山本耕一・小山源喜・高橋正夫・赤沢亜沙子・三浦真弓・吉田未来・新井純・河村祐三子・千草かのこ・長谷川弘・南祐輔・蔵一彦・樋浦勉・柳亭ら久楽・中村方隆・幟川泰一・市川夏江                 |
| 11 | 月はむら雲 夜は深く | 12月11日 | 馬場当          | 馬越安彦   | 田村正和・赤沢亜沙子・吉田未来・三浦真弓・新井純・河村祐三子・千草かのこ・小泉郁之助・橘田良子・荒井岩衛                                                                                           |
| 12 | 世は情 恋の韋駄天   | 12月18日 | 早坂暁          | 岡本愛彦   | 田村高広・成瀬昌彦・如月寛多・幟川泰一・荘司洋子・赤沢亜沙子・瀬畑佳代子・本山可久子・宇南山宏・矢藤昌宏・藤田陽一・村上幹夫・笹川美智子・田沼宏文                                                 |
| 13 | 必殺の花簪          | 12月25日 | 早坂暁 岩下俶子 | 中川信夫   | 江原真二郎・町田祥子・野中マリ子・小笠原良智・庄司永建・北見治一・山本清・松山照夫・中井啓輔・内田武樹・奥野匡・藤城裕士・此島愛子・井口恭子・桜井浩子                                             |

### 第2シリーズ（1972年）
| 話 | サブタイトル                        | 放送日   | 脚本                | 監督       | ゲスト出演 |
| -- | ----------------------------------- | -------- | ------------------- | ---------- | --- |
| 1  | 泣く子も黙る大泥棒                  | 6月3日   | 橋本絲              | 松尾昭典   | 山口崇・山本耕一・中井啓輔・上田忠好・浅若芳太郎・服部妙子・津川透子・丹羽すず子・北見治一・金内喜久夫・斉藤英雄・片岡一・水沢麻耶・安田洋子・藤代尚子 |
| 2  | からくり人形の怪                    | 6月10日  | 池田一朗            | 古川卓己   | 山本陽子・蜷川幸雄・河村憲一郎・松浪志保・竹内美香・柳亭ら久楽・杉浦賢次・大内俊章・田中清治・清郷秀人・福島資剛・狹間鉄・浅若芳太郎・津川透子 |
| 3  | 無法者の掟                          | 6月17日  | 池田一朗            | 松尾昭典   | 長谷川哲夫・大辻しろ・左時枝・坂口芳貞・小柳冴子・三浦真弓・松本克平・横森久・浜田寅彦・外野村晋・山崎直衛・松枝錦治・松本健一・岡崎夏子 |
| 4  | 逢いたい見たい 恋したい             | 6月24日  | 菊島隆三            | 松尾昭典   | 五月みどり・小笠原良智・原田清人・金井由美・河村憲一郎・穂高稔・丹羽又三郎・高松政雄・吉田勇雄・田中幸四郎・浅若芳太郎・津川透子・小堀ふみ江 |
| 5  | 追跡! 芥子の花                      | 7月1日   | 大津皓一            | 村野鐵太郎 | 吉田輝雄・滝田裕介・野々村潔・青山良彦・三浦真弓・服部妙子・丹羽すゞ子・杉田俊也・山本清・神山寛・如月寛多・樋浦勉・高橋英夫・牧よし子・玉井碧・浅若芳太郎 |
| 6  | 遠山の金さん! 夢のお白洲            | 7月8日   | 小国英雄            | 小野田嘉幹 | 木村功・北川美佳・北原義郎・織本順吉・江波多寛児・植田峻・岡泰正・丘寵児・江口安紀子・渡辺美智子・吉田柳児・神山寛 山本清 宮島誠・最上龍二郎・武田昌之・名川貞郎・鈴木志郎・水沢麻耶・小堀ふみ江                                                                    |
| 7  | 雨が降る降る、 恵みの雨が…          | 7月15日  | 宮川一郎            | 松尾昭典   | 山本学・町田祥子・三津田健・大山克己・高原駿雄・落合義雄・田代信子・高田敬一・山中貞則・西岡徳美・原口剛・直木満男・荒木将久・駒一平・水沢麻耶・安田洋子・藤代尚子・三舟洋子・浅若芳太郎・津川透子                                                                  |
| 8  | 続 霧の夜の襲撃                     | 7月22日  | 大津晧一            | 石川義寛   | 岸田森・浜田寅彦・石川博・北原文枝・南祐介・沢田正昭・花上晃・山田貴光・高橋英夫・伊奈貫太・車邦秀 |
| 9  | 怨念! 火の玉喰う                    | 7月29日  | 西川清之            | 石川義寛   | 高橋悦史・高原駿雄・龍岡晋・萩生田千津子・郡司良・金内喜久夫・菅野忠彦・宮本昿二朗・片山滉・小木宏子・東大二朗・山中貞則・西岡徳美・松原和人・浅若芳太郎・真鍋明子・津川透子                                                                                        |
| 10 | 夏景色 お京の恋                     | 8月5日   | 宮川一郎            | 井上昭     | 伊藤孝雄・河村憲一郎・木村菜穂・原口剛・松本克平・宮本昿二朗・戸上城太郎・志水辰三郎・清水幹生・水沢麻耶・浅若芳太郎・津川透子・小堀ふみ江 |
| 11 | 二人だけの夜明け                    | 8月12日  | 菊島隆三            | 高橋勝     | 清水彰・穂高稔・東大二郎・吉田柳児・湊俊一・村上幹夫・渡部市松・内田武樹・赤城信・旗川泰一・平賀百合枝・小堀ふみ江 |
| 12 | 円朝 真景累ヶ淵より 怪談 かさねが淵 | 8月19日  | 橋本絲              | 高橋勝     | 堀井永子・森下哲夫・榊原史子・戸上城太郎・高松政雄・落合義雄・丘寵児・荒木将久・駒一平・直木みつ男・志水辰三郎・赤城信・浜口尚史・浅若芳太郎・津川透子・小堀ふみ江・真鍋明子                                                                                        |
| 13 | 天に代りて 不義を討つ!              | 9月2日   | 植木昌一郎 石川孝人 | 高橋勝     | 武原英子・菅井一郎・富田浩太郎・丹羽すず子・川口恵子・狩野和子・小堀ふみ江・林邦史朗・荘司肇 |
| 14 | 風流 江戸の休日                     | 9月9日   | 西川清之            | 松尾昭典   | 成瀬昌彦・浜田寅彦・高島陽・北見順子・生方中・西山恵子・飯田和平・御影伸介・柄沢英二・岡本隆・柿ノ木啓之・国井正広・水沢麻耶・安田洋子・葉山美樹・二宮さよ子・浅若芳太郎・津川透子・小堀ふみ江                                                                      |
| 15 | 鈴が鳴る鳴る 両国の秋               | 9月16日  | 菊島隆三            | 石川義寛   | 辰巳柳太郎・高原駿雄・町田祥子・桂広行・南郷成吉・細川智・郡司良・吉田柳児・宮本曠二朗・岡泰正・井手良男・藤森達雄・浅若芳太郎・津川透子・小堀ふみ江・真鍋明子 |
| 16 | 竹馬に乗った少年                    | 9月23日  | 佐藤悠              | 石川義寛   | 田浦正巳・亀田秀紀・八木昌子・宮川洋一・内田勝正・中曽根公子・林孝一・直木みつ男・市川夏枝・三田村賢二・沢田正昭・酒井久美子・浅若芳太郎・津川透子・小堀ふみ江 |
| 17 | 赤い夕陽に 背を向けて               | 9月30日  | 菊島隆三            | 富永卓二   | 内田良平・南祐輔・上村香子・上林詢・内田武樹・沢田正昭・田中清治・伊佐美津江・藤原英昭・真鍋明子・小柳冴子・小堀ふみ江・平田隆夫とセルスターズ |
| 18 | 隠し砦の決斗                        | 10月7日  | 小国英雄            | 菊地奛     | 橋本仙三・大下真司・清水綋治・浜田寅彦・矢野宣・山本清・和沢昌治・古川義範・真鍋明子・小柳冴子・小堀ふみ江 |
| 19 | 柿の木の下の 子供たち               | 10月14日 | 橋本絲 橋本忍       | 高橋勝     | 田村高廣・町田祥子・小松陽太郎・尾崎ますみ・外野村晋・小池幸二・阿部光子・林邦史朗・岡本隆・土田里美・石井秀人・真鍋明子・小柳冴子・小堀ふみ江 |
| 20 | 鬼火が呼んでる 鈴ヶ森               | 10月21日 | 佐賀邦夫 戸田裕恵   | 菊地奛     | 藤田和彦・北川美佳・保科三良・立川雄三・真木恭介・伊東光一・入江正徳・高杉哲平・猪野剛太郎・日笠潤一・里見たかし・篠田敏・小堀ふみ江 |
| 21 | 闇の中の縁結び                      | 10月28日 | 菊島隆三            | 井上昭     | 高橋長英・庄司永建・本郷淳・最上龍二朗・稲川善一・岩城和男・井手良男・西岡徳美・高橋秀夫・水沢摩耶 |
| 22 | 格子なき牢獄                        | 11月4日  | 浅井昭三郎          | 高橋勝     | 高木武彦・河村祐三子・服部妙子・松枝錦冶・石川徹郎・依田英二・坂口芳貞・浅若芳太郎・津川透子・小柳冴子 真鍋明子・三木敏彦・鵜沢秀行・山中貞則・幟川泰一・山田貴光・駒一平・近松敏夫・青木千里・浦川麗子・北川博子                                                   |
| 23 | 怪盗! 御金蔵破り                    | 11月11日 | 村井佳子 戸田裕恵   | 石川義寛   | 竜崎一郎・保科三良・菅野忠彦・武内亨・山本清・浅若芳太郎・津川透子・小柳冴子 真鍋明子・高松政雄・橋本仙三・直木みつ男・丸山詠二・柳田金一・高橋秀夫・羽生田健介・羽生田奈由美・泉よし子・松崎ヤスコ・森田由紀子・蓜島恵子・武藤厚子・片野由紀子・池田満美・田根楽子 |

### 第3シリーズ（1974年）
| 話 | サブタイトル          | 放送日  | 脚本                  | 監督     | ゲスト出演                                                 |
| -- | --------------------- | ------- | --------------------- | -------- | ---------------------------------------------------------- |
| 1  | 艶姿 お京の助太刀     | 1月5日  | 宮川一郎              | 井上昭   | 岡田裕介                                                   |
| 2  | お京人形人肌孔雀      | 1月12日 | 佐藤悠                | 石川義寛 | 藤巻潤・南原宏治・北川美佳・水原英子・大塚訓代             |
| 3  | 盗っ人が惚れた 盗っ人 | 1月19日 | 鎌田敏夫              | 石川義寛 | 岡田英次                                                   |
| 4  | 江戸のかぐや姫        | 1月26日 | 尾中洋一              | 井上昭   | 竹下景子・荒谷公之                                         |
| 5  | 花の吉原 白浪五人女   | 2月2日  | 下飯坂菊馬 宰相伊都子 | 中川信夫 | 田崎潤・光川環世・蟹江敬三                                 |
| 6  | おぼろ月夜の女        | 2月9日  | 宮川一郎              | 中川信夫 | 江波杏子・地井武男・野口元夫                               |
| 7  | 本所おいてけ堀        | 2月16日 | 尾中洋一              | 中川信夫 | 中原早苗・秋吉久美子・中村たつ・広瀬昌助・武内亨・隅田和世 |
| 8  | 華麗なる大泥棒        | 2月23日 | 小国英雄              | 坪島孝   | 石川さゆり・中山昭二・織本順吉・工藤明子・田辺一鶴         |
| 9  | 大江戸の伊達くらべ    | 3月2日  | 橋本綾                | 渡邊祐介 | 工藤房子・長谷川待子・浜田寅彦・ひろみどり・沼田曜一       |
| 10 | 星月夜の詩            | 3月9日  | 橋本綾                | 渡邊祐介 | 岡田裕介・内藤武敏・高田敏江                               |
| 11 | 小さな王将一人旅      | 3月16日 | 馬場当 宰相伊都子     | 坪島孝   | 犬塚弘・白木万理・簾内滋之                                 |
| 12 | 八丁堀の大手柄        | 3月23日 | 小国英雄              | 中川信夫 | 真鍋明子・大塚道子                                         |
| 13 | めぐり逢いて          | 3月30日 | 尾中洋一              | 渡邊祐介 | 中村賀津雄・梓英子                                         |

## スタッフ

### 第1シリーズ
- 制作：宮本進（電通）・高村洋三
- 脚本：津田幸夫・早坂暁・大津皓・窪田篤人・西沢裕子・浅井昭三郎・国弘威雄・馬場当・岩下俶子
- 監督：中川信夫・石川義寛・吉村公三郎・岡本愛彦・馬越安彦・工藤栄一
- 撮影：伊佐山巌・山下卓夫
- 照明：飯沼水彦・市川幸雄
- 音楽：田中正史
- 録音：安田進・関勇次郎
- 編集：西村豊治・岡田三知夫
- 美術：安部衛・仁志亥一郎
- 助監督：田中進・横井洋・坂下正尚
- 効果：朝倉猛・熊川哲（東洋音響）
- 色彩計測：早川勝春・坪沼静翁
- 選曲：鈴木清司
- 制作担当：青木勝彦・菜穂進
- 殺陣：高倉英二
- 所作指導：荒井岩衛
- 記録：鶴岡資子
- 協力：高津映画装飾・第一衣裳・山田かつら店・アオイ・スタジオ・東洋現像所
- 制作協力：日活芸能株式会社
- 制作：フジテレビ・C.A.L
- ノンクレジット
  - プロデューサー：金子満（フジテレビ）
  - 広告代理店：電通

### 第2シリーズ
- 制作：浅野英雄（C.A.L）・宮本進（電通）
- 脚本：菊島隆三・橋本絲・池田一朗・大津皓一・小国英雄・宮川一郎・西川清之・植木昌一郎・石川孝人・佐藤悠・橋本忍・佐賀邦夫・戸田裕恵・浅井昭三郎・村井佳子
- 監督：松尾昭典・石川義寛・高橋勝・井上昭・菊地奛・古川卓己・村野鐵太郎・小野田嘉幹・富永卓二
- 音楽：橋場清
- 選曲：鈴木清司
- 撮影：板橋重夫
- 照明：八木淳之
- 美術：鳥居塚誠一
- 制作助手：高村洋三
- 制作主任：南條記良
- 助監督：高橋勝・湯川鉄雄・菊地奛
- 録音：堀内戦治・星一郎
- 効果：協立音響
- 編集：岡芳材・安達律
- 色彩計測：鈴木文夫
- 装置：西村伸明
- 記録：関根ヨシ子・石山伸子・溝木久子・近藤和子
- 殺陣：林邦史朗・若駒
- 協力：美建興業・高津映画装飾・京都衣裳・CTC・川口かつら店・アオイスタジオ・東洋現像所
- 制作：フジテレビ・C.A.L
- ノンクレジット
  - プロデューサー：金子満（フジテレビ）
  - 広告代理店：電通